# Alfred Courtens
Pour les articles homonymes, voir Courtens.
Alfred Courtens est un sculpteur belge né à Bruxelles le 27 juin 1889 et mort à Saint-Josse-ten-Noode (Bruxelles) le 19 décembre 1967.

## Biographie
Alfred Courtens est le fils du peintre Franz Courtens (1854-1943) et de Maria Van der Cruyssen. Il est le frère du peintre Hermann Courtens (1884-1956) ainsi que de l’architecte Antoine Courtens (1899-1969). Il se forme à l’Académie de Bruxelles, auprès du sculpteur Charles Van der Stappen (1843-1910) et ensuite à l’Institut supérieur des beaux-arts d’Anvers, auprès du sculpteur Thomas Vinçotte (1850-1925). Il effectue un voyage d’étude en Italie.
Il reçoit le prix Godecharle de sculpture en 1914 pour son œuvre Le Caprice.
Il réalise des œuvres monumentales classiques, des bustes de personnalités, dont plusieurs membres de la famille royale belge, des médailles commémoratives, des œuvres libres célébrant la jeunesse, l’amour maternel,…
En 1928, il est nommé professeur de sculpture à l’Académie royale de Termonde.
Il est titulaire de plusieurs distinctions : 
- Médaillé de l’exposition internationale de Barcelone (1911)
- Sociétaire de la Société nationale des Beaux-Arts de France (1924)
- Membre effectif de la Société nationale des Beaux-Arts de Belgique (1932)
- Commandeur de l’ordre de la Couronne (1951)
- Grand officier de l’ordre de Léopold (1957)

## Principales réalisations

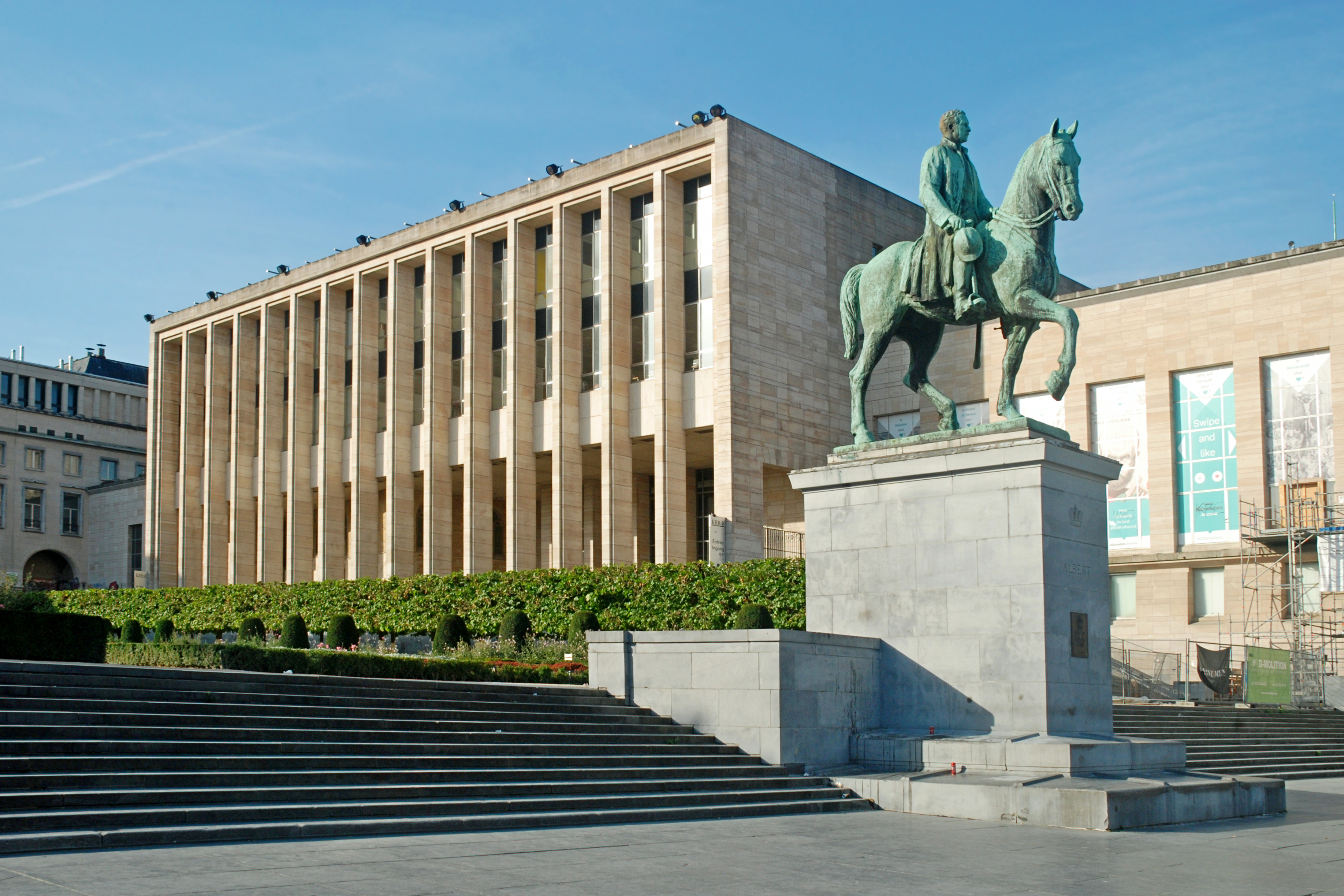
Statue équestre d'Albert Ier devant la Bibliothèque royale de Belgique, par Alfred Courtens (1951).

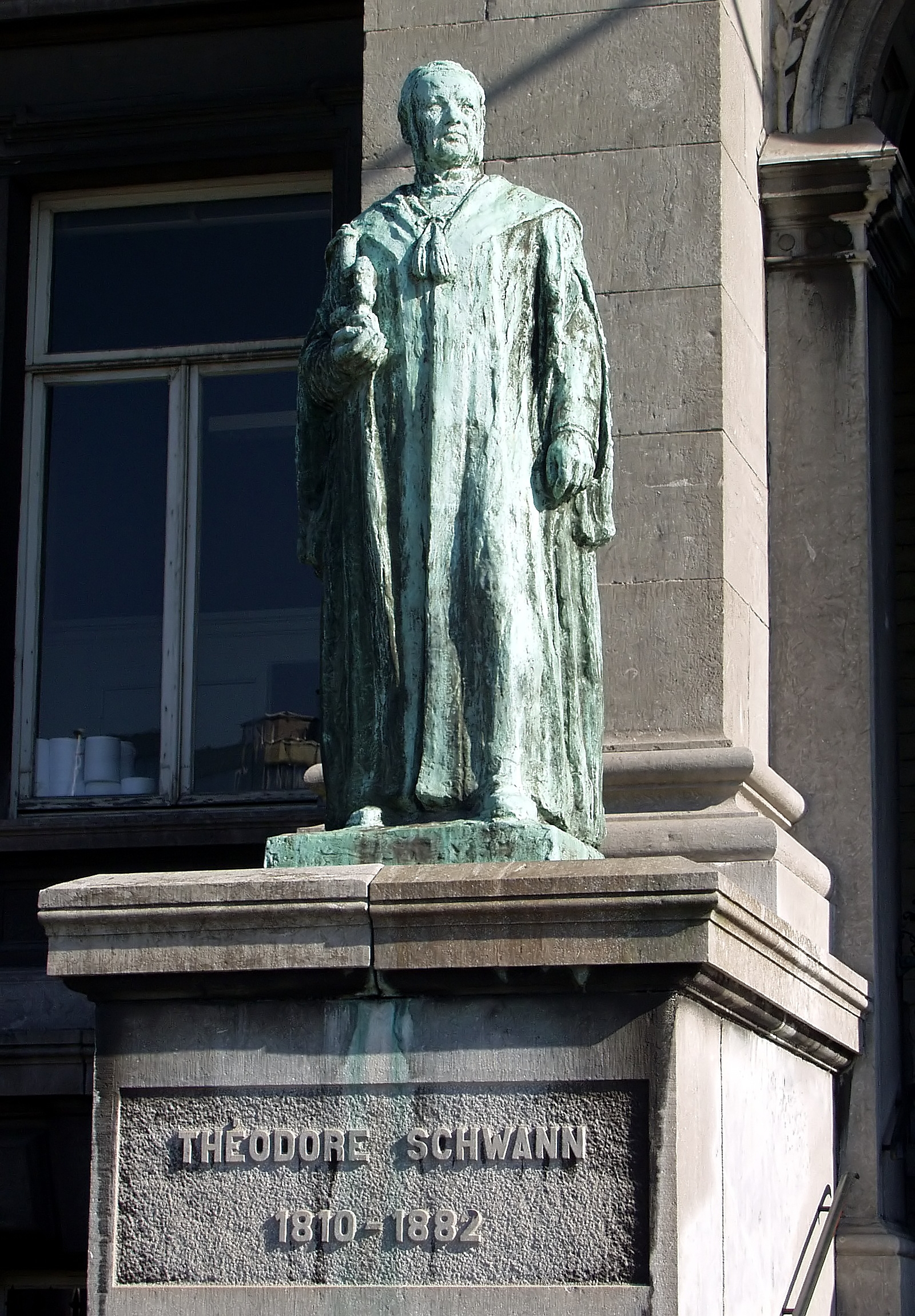
Theodor Schwann, Institut de zoologie de Liège

- « Le Caprice », rue du Gruyer à Watermael-Boitsfort (Bruxelles) (bronze, 1914);
- Monument aux héros de la Grande Guerre, Aerendonck (1919) ;
- Petit groupe en bronze La Charité, réalisé pour remercier les membres de l' Arrondissements komiteit voor hulp en voeding Turnhout, avec les noms des membres de ce comité d'arrondissement d'aide et de secours d'hiver (dépendant du Comité national imaginé par Ernest Solvay)- (1919)
- Monuments aux disparus, à La Louvière (1923),
- Monument aux morts, à Sombreffe (1926) ;
- Monument à la Reine Elisabeth, au parc des Charbonnages de Winterslag à Eisden (marbre, 1928) ;
- Monument au Général Jacques, à Dixmude (bronze, 1930) ;
- Statue équestre de Léopold II à Ostende, réalisée avec son frère, l'architecte Antoine Courtens (1931) ;
- Monument à la Reine Astrid, au parc Reine Astrid à Courtrai (marbre, 1938) ;
- La Borne de la Libération à Hertain (1949) ;
- Monument à Franz Courtens, à Termonde (bronze, 1950);
- Statue équestre d'Albert Ier, au Mont des Arts, à Bruxelles (bronze, 1951);
- Plaque commémorative avec les cinq premiers  rois de Belgique, sous les arcades du Cinquantenaire à Bruxelles (bronze, 1956); une plaque semblable faisait partie de la collection du roi Léopold III.
- Monument aux armées belge et française, à Virton ;
- Monument aux victimes de la guerre 40-45, représentant le roi Léopold III et ses 6 corps d’armée, à Courtrai (1957) ;
- Les 12 apôtres, portail de l’église du Gésu à Saint-Josse-ten-Noode (pierre, architecture d’Antoine Courtens, 1939);
- Sainte Thérèse, à l’église du Béguinage de Bruxelles ;
- La Sainte Vierge et Saint-Pierre, au Collège Saint-Pierre à Uccle ;
- L'escrimeur et l'arquebusier, façade gauche de l’église du Sablon, à Bruxelles (pierre, 1914);
- Le Printemps et La Jeunesse, figures allégoriques (marbres) ;
- Léda, au musée de Liège (marbre):
- L’Insurgée, à Anvers (1920);
- Bustes  du Roi Albert Ier (Musée de la Dynastie à Bruxelles, marbre), de la Reine Elisabeth (Conservatoire royal de Bruxelles), du Roi Baudouin, de la Reine Fabiola, ...
- Médailles du roi Albert Ier (Fonds national de la recherche scientifique), de la Reine Elisabeth (Concours international reine Élisabeth), du Roi Baudouin et de la Reine Fabiola (Croix-Rouge de Belgique), du Prince Albert et de la Princesse Paola, de Pierre Bruylants (1948), du Comte Jacques Pirenne, …

## Expositions
- « Les Courtens », Musée et Centre Culturel de Mouscron (Octobre 1999 - janvier 2000)
- « Alfred Courtens, sculpteur », Musée communal des beaux-arts d'Ixelles (juin 2012 - septembre 2012)